# Amphidocius xanthogaster
Amphidocius xanthogaster är en stekelart som beskrevs av Dzhanokmen 1974. Amphidocius xanthogaster ingår i släktet Amphidocius och familjen puppglanssteklar.
Artens utbredningsområde är Mongoliet. Inga underarter finns listade i Catalogue of Life.